# Bassingham
Bassingham est une paroisse civile et un village du Lincolnshire, en Angleterre.